# رسنیک (بابوشنیتسا)
رسنیک (به صربی: Resnik) یک منطقهٔ مسکونی در صربستان است که در Opština Babušnica واقع شده‌است. رسنیک ۱۵۸ نفر جمعیت دارد.